# 罗利亚诺
罗利亚诺（義大利語：Rogliano），是意大利科森扎省的一个市镇。总面积41.36平方公里，人口5851人，人口密度141.5人/平方公里（2009年）。ISTAT代码为078105。